# Фицджеральд, Томас, 11-й граф Десмонд
Томас Фицджеральд, 11-й граф Десмонд (англ. Thomas FitzGerald, 11th Earl of Desmond, 1454—1534) — крупный англо-ирландский аристократ, 11-й граф Десмонд (1529—1534). Также был известен как «Томас Лысый» и «Томас Победоносный».

## Биография

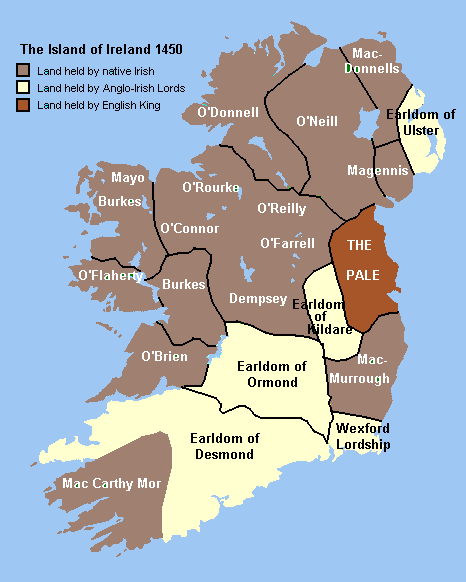
Карта Ирландии 1450 года, где на юго-западе острова показано графство Десмонд

Представитель англо-нормандского рода Фицджеральдов. Один из сыновей Томаса Фицджеймса Фицджеральда, 7-го графа Десмонда (1426—1467/1468), и Эллис де Бари, дочери Уильяма Барри, 8-го барона Барри, и Эллен де ла Рош.
В 1529 году после смерти своего племянника, Джеймса Фицджеральда, 10-го графа Десмонда (1520—1529), не оставившего после себя мужских потомков, Томас Фицджеральд унаследовал титул 11-го графа Десмонда.
Скончался в Раткиле в 1534 году в возрасте 80 лет и был похоронен в Йоле.
В апреле 1529 года 11-й граф Десмонд заключил договор в Дингле с доном Гонсалесом Фернандесом, послом императора Священной Римской империи Карлом V Габсбургом, в котором устанавливались права и привилегии ирландских эмигрантов во владениях Габсбургов. Дингл был основным местом для импорта вина, а также крупным портом отправки ирландских паломников для поездки в храм Святого Иакова в Сантьяго-де-Компостела.

## Брак
Томас Фицджеральд бы дважды женат. Его первой женой была Шела Маккарти. Дети от первого брака:
- Морис Фицтомас Фицджеральд (ум. 1529), отец Джеймса Фицджеральда, 12-го графа Десмонда (ум. 1540)

Вторично он женился на Кэтрин Фицджеральд (ум. 1614), дочери сэра Джона Фицджеральда, лорда Дециса (ум. 1533), и Эллен Фицгиббон.